# Chamäleonfliege

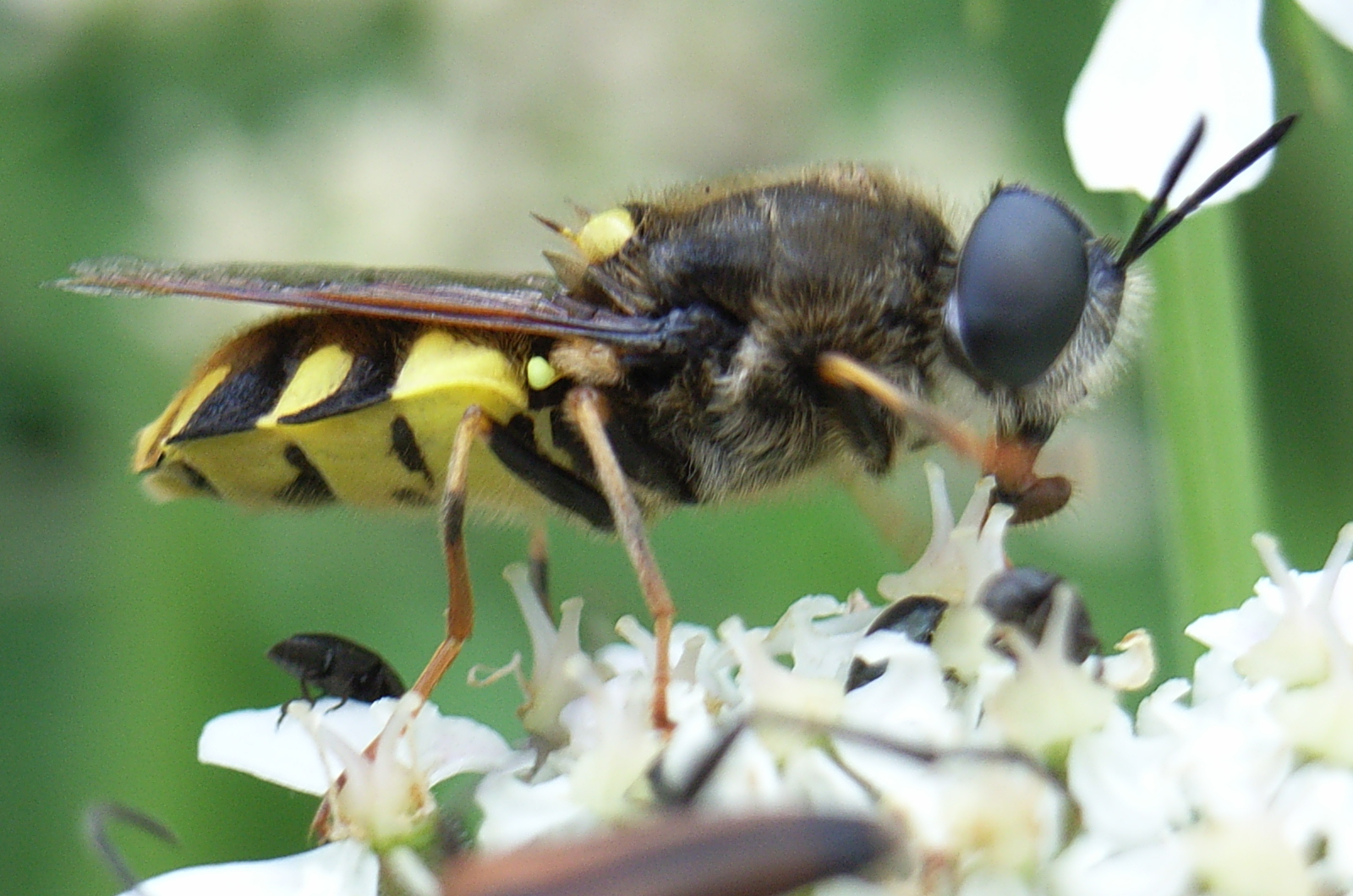
Seitenansicht einer Chamäleonfliege

Die Chamäleonfliege (Stratiomys chamaeleon), auch Gemeine Waffenfliege oder Chamäleon-Waffenfliege genannt, ist eine Art der Waffenfliegen und paläarktisch verbreitet.

## Merkmale
Die Körperlänge beträgt 14–16 mm. Der breite, abgeflachte Hinterleib ist schwarz-gelb gefärbt, die Fühler sind im vorderen Drittel deutlich abgeknickt. Die leuchtend-gelben Flecken auf dem 3. und 4. Tergit sind jeweils nach innen markant verbreitert. Der Habitus erinnert an Schwebfliegen. Die länglichen, grauen oder braunen Larven haben am Körperende ein Atemrohr. Dieses besitzt eine paarige Öffnung, die von einem unbenetzbaren Härchenkranz umgeben ist.

## Verbreitung und Lebensraum
Das Verbreitungsgebiet der Art umfasst weite Teile der Paläarktis, wie Mittel- und Südeuropa, Transkaukasien und Sibirien.
Die Art findet sich auf feuchten Wiesen, sowie an Wald- und Wegrändern im Gebirgsvorland und im Hochgebirge, bis in Höhen von 2000 m über NN. Häufig sitzen adulte Exemplare auf den Dolden von Möhren, Bärenklau und anderen Doldenblütlern. Die Larven leben in Stillgewässern und langsam fließenden Gewässern. Dabei können auch Kleinstgewässer besiedelt werden, die hauptsächlich aus feuchtem Schlamm bestehen.

## Lebensweise
Mit der Körperfärbung imitiert die Art wehrhafte Wespen. Dieses Phänomen nennt sich Mimikry. Die Weibchen legen ihre Eier an den Blattunterseiten von Wasserpflanzen ab. Die spindelförmigen, etwa 4 cm langen, grauen bis braunen Larven leben räuberisch im Wasser und ernähren sich vor allem von verschiedenen Einzellern. Adulte Tiere fliegen von Mai bis September, mit einem häufigsten Auftreten im Juli, und ernähren sich vom Nektar und Pollen der Doldenblütler.